# Danijela Matić
Danijela Matić  je srpska rukometašica i povremena reprezentativka Srbije. Igra na poziciji srednjeg beka. 

## Karijera
Rukomet je počela da igra rodnom Arandjelovcu.Kao veoma talentovana dobija poziv 1998. godine i prelazi  u ŽORK Napredak Kruševac koji je u tom periodu imao veoma kvalitetnu ekipu,sa kojom osvaja u debitantskoj sezoni Evropski Kup Gradova.
Aranđelovac je bio sledeća destinacija. Sa Knjaz Milošem je osvojila titulu i postala prvak Srbije u sezoni 2006/07. To je bila prva titula Knjaz Miloša u istoriji kluba. 
Dres seniorske reprezentacije Srbije prvi put je obukla 2006.
Posle šest sezona U Aranjdjelovcu,sledeća destinacija je bila Kikinda.U Kikindi provodi dve sezone,sa kojom nastupa u Kupu EHF.
Nakon Kikinde,prihvata poziv veoma jakog ŽRK Zaječar,sa kojim dominira u nacionalnom prvenstvu i osvaja tri uzastopne duple krune.
Od 2013 do 2015 nastupa za ŽORK Jagodina.Od sezone 2015/16 ponovo je u dresu Knjaz Miloša.